# Sebastião Machado Nunes
Sebastião Machado Nunes (? — ?) foi um político brasileiro.
Foi presidente da província do Espírito Santo, nomeado por carta imperial de 9 de novembro de 1853, de 4 de fevereiro de 1854 a 16 de julho de 1855.